# Allsvenskan i handboll för damer 1985/1986
Allsvenskan i handboll för damer 1985/1986 vanns av Tyresö HF. Irsta HF vann svenska mästerskapet efter slutspel.

## Sluttabell

### Grundserien
| Nr | Lag                      | Matcher | Vinst | Oavgjort | Förlust | Målskillnad | Poäng |
| -- | ------------------------ | ------- | ----- | -------- | ------- | ----------- | ----- |
| 1  | Tyresö HF                | 18      | 17    | 0        | 1       | 420-282     | 34    |
| 2  | Stockholmspolisens IF    | 18      | 15    | 0        | 3       | 373-264     | 30    |
| 3  | Irsta HF                 | 18      | 14    | 0        | 4       | 402-292     | 28    |
| 4  | RP IF                    | 18      | 12    | 1        | 5       | 374-295     | 25    |
| 5  | IK Heim                  | 18      | 6     | 0        | 12      | 311-341     | 12    |
| 6  | Dalhems IF               | 18      | 6     | 0        | 12      | 321-352     | 12    |
| 7  | HP Warta                 | 18      | 6     | 0        | 12      | 259-334     | 12    |
| 8  | Stockholms spårvägars IF | 18      | 5     | 1        | 12      | 299-346     | 11    |
| 9  | Skånela IF               | 18      | 4     | 3        | 11      | 285-364     | 11    |
| 10 | Göteborgs Kvinnliga IK   | 18      | 2     | 1        | 15      | 288-462     | 5     |

## SM-slutspel
Semifinaler
3 april 1986   Irsta HF Västerås - Stockholmspolisens IF 18-15
3 april 1986   Tyresö HF  - RP IF Linköping  23-15
9 april 1986   Stockholmspolisens IF - Irsta HF Västerås 8 - 19
9 april 1986  RP IF Linköping - Tyresö HF 16-19
Final
15 april 1986  Irsta HF Västerås - Tyresö HF  23 - 18
19 april 1986  Tyresö HF - Irsta HF Västerås  16 - 17
Mästare
Irsta HF Västerås : Agneta Lindgren, Heipi Kortejärvi, Carina Nilsson, Anneli Person, Maria Venäläinen, Enikö Boros, Ingela Stenborg, Gunhild Karlsson, Ulrika Grawe, Pernilla Olsson, Cathrine Ericsson, Annica Johansson, Lili Zackrisson

## Skytteligan[1]
- Carina Nilsson, Irsta HF - 18 matcher, 142 mål[2]
- Susanne Lilja,  IK Heim  - 106 mål
- Ione Sussy RP IF 104 mål
- Mia Hermansson Tyresö HF 91 mål
- Helena Widström RP IF

### Fotnoter
1. ↑  ”Skytteligan”. Handbollboken. 1986-1987. sid. 281
2. ↑  ”Skyttedrottningar 1984–2012”. Svenska handbollsförbundet. 24 juni 2012. Arkiverad från originalet den 21 april 2013. https://web.archive.org/web/20130421230635/http://www.svenskhandboll.se/ImageVaultFiles/id_2945/cf_31/Elit_Damer_Skyttedrottningar.PDF. Läst 30 maj 2015.